# Digitalna subtrakcijska angiografija
Digitalna subtrakcijska angiografija je radiološka tehnika

## Osnovno
Postoje dva osnovna sustava DSA, i to Integrirani i priključni sustav.Integrirani sustav sastoji se od rendgenskog aparata i uređaja za dobivanje slike dok priključni sustav uzima televizijski signal sa sustava za prosvjetljenje te ga digitalizira.
Integrirani sustav proizvodi sliku velikih diagnostičkih vrijednosti,dok se u priključnom sustavu zbog odnosa signala i šuma (signal to noise ratio)spaja nekoliko okvira (frame) da bi se dobila slika.
Osnovne komponente DSA su:
- generator
- elektronsko pojačalo i kamera
- analogno-digitalni i digitalno-analogni pretvarač
- slikovni procesor
- računalo
- uređaj za prikaz slike.

Generator: Za DSA koriste se višefrekventni generatori snage 80-100kW koji imaju mogućnost pulsne dijaskopije,kao i različitog programiranja.
Elektronsko pojačalo:Jedna je od jako važnih karika u sustavu DSA. Pojačalo slike apsorbira dijelove upadnih rendgenskih fotona i stvara svjetlost koja je proporcionalna broju fotona.Od svjetla što ga stvara pojačalo televizijska kamera proizvodi elektronički video signal,te se smatra da je bas to razlog ograničenja rezolucije sustava.
Analogno-digitalni i digitalno-analogni pretvarač:je pretvarač velike brzine s 10-14 bitnom rezolucijom. ovaj pretvarač pri 13 bita omogućava 8129 različitih vrijednosti rezolucije –dubine pixela.Na rasteru 512x512 analogno-digitalni pretvarači digitaliziraju 15-30 okvira (frame) u sekundi,a na rasteru 1024x1024 i do 25-50 okvira (frame)
Slikovni procesor: Za subtrakciju i pojačavanje slike zauzima vrlo važno mjesto.Glavna mu je uloga digitalizacija televizijskog okvira (frame),spremanje digitalne slike i njezino prikazivanje na monitoru i filmu.Veličina procesora određuje se brojem pixela,novi sustavi imaju matrix 1024x1024. Veći matrix osigurava bolju geometrijsku rezoluciju.
Postprocesor: se nalazi u glavnom računalu i njegova glavna funkcija je uzimanje najmanjih i najvećih opacifikacijskih vrijednosti kako bi se uspjelo istaknuti željene detalje u odnosu na okolne strukture.Svi postprocesori imaju mogućnost uvećavanja slike.